# Ny & naken
Ny & naken är ett musikalbum med Halvdan Sivertsen. Albumet utgavs 1987 som LP, kassett och CD av skivbolaget Plateselskapet A/S. Albumet innehåller låten "Sommerfuggel i vinterland", som är en av Halvdan Sivertsens mest populära låtar. Ny & naken återugavs 1996 av skivbolaget Norske Gram.

## Låtlista
1. "Sommerfuggel i vinterland" – 4:58
2. "Ny og naken" – 4:30
3. "Ugress" – 4:00
4. "Fin morra" – 4:07
5. "Pus har løpeti'" – 3:02
6. "Hvis du går" – 3:45
7. "Tenne på musikk" – 2:21
8. "Hus ved havet" – 4:00
9. "Frihet" – 3:12
10. "Brevet" – 4:23
11. "Min i natt" – 3:55
12. "Klokka har ringt" – 4:25

- Alla låtar skrivna av Halvdan Sivertsen.

## Medverkande
Musiker
- Halvdan Sivertsen – sång, gitarr
- Børge Petersen-Øverleir – gitarr
- Geir Sørensen – basgitarr, sång
- Henning Gravrok – saxofon
- Einar Thorbjørnsen – keyboard, sång
- Rune Mathisen – trummor, percussion, sång
- Gunnar Pedersen – gitarr (på "Sommerfuggel i vinterland")
- Steinar Ofsdal – flöjt (på "Sommerfuggel i vinterland")

Produktion
- Åge Aleksandersen – musikproducent
- Rune Nordal – ljudtekniker
- Peter Strindberg – mastering
- Oddveig Digre – omslagskonst
- Rolf Schjesvold – foto